# Air Supply
Air Supply är en brittisk-australisk popduo bestående av gitarristen och sångaren Graham Russell (född 1 juni 1950 i Nottingham) och sångaren Russell Hitchcock (född 15 juni 1949 i Melbourne). Russel och Hitchcock möttes 1975 under en australisk uppsättning av Andrew Lloyd Webbers musikal Jesus Christ Superstar. De hade tillsammans stor framgång under slutet av 1970-talet och början av 1980-talet med rockballader som All Out of Love.

## Diskografi

### Album
- 1976 – Air Supply
- 1977 – The Whole Thing Started
- 1977 – Love & Other Bruises
- 1979 – Life Support
- 1980 – Lost in Love
- 1981 – The One That You Love
- 1982 – Now and Forever
- 1983 – Greatest Hits
- 1983 – Making Love… The Very Best of Air Supply
- 1985 – Air Supply
- 1985 – Greatest Hits Vol. II
- 1986 – Hearts in Motion
- 1987 – The Christmas Album
- 1987 – Russell Hitchcock
- 1991 – The Earth Is…
- 1992 – Greatest Hits Vol. 3
- 1992 – Love Songs
- 1993 – The Air Supply Story Vol. 1
- 1993 – The Air Supply Story Vol. 2
- 1993 – The Vanishing Race
- 1995 – News from Nowhere
- 1995 – Greatest Hits Live … Now And Forever
- 1997 – The Book of Love
- 1999 – The Definitive Collection
- 1999 – The Ultimate Collection
- 1999 – The Ultimate Collection: Millennium
- 2001 – Yours Truly
- 2001 – Sweet Dreams: The Encore Collection
- 2002 – The Ultimate Collection: Millennium
- 2003 – Across the Concrete Sky
- 2003 – Forever Love
- 2003 – Ultimate Air Supply
- 2003 – The Ultimate Collection
- 2004 – Platinum and Gold Collection
- 2005 – Love Songs
- 2005 – All Out of Love Live
- 2005 – It Was 30 Years Ago Today
- 2005 – The Singer and the Song
- 2005 – All Out of Love: The Hits

### Singlar
- 1980 – "Lost In Love"
- 1980 – "All Out of Love"
- 1980 – "Every Woman in the World"
- 1981 – "The One That You Love"
- 1981 – "Here I Am (Just When I Thought I Was Over You)"
- 1982 – "Sweet Dreams"
- 1982 – "Even the Nights Are Better"
- 1982 – "Young Love"
- 1983 – "Two Less Lonely People in the World"
- 1983 – "Making Love Out of Nothing at All"
- 1985 – "Just As I Am"
- 1985 – "The Power of Love"
- 1986 – "Lonely Is"
- 1986 – "One More Chance"
- 1991 – "Without You"
- 1993 – "Goodbye"